# Cerro Brillador
Cerro Brillador es un mineral chileno de cobre, está ubicado unos 10 kilómetros al noreste de la ciudad de La Serena. Y se alza a unos 600 a 700 m s. n. m.

## Toponimia
El origen de su nombre se centra en dos teorías que se remontan a épocas prehispánicas o a inicios de la conquista española. El historiador Benjamín Vicuña Mackenna afirmaba que su denominación de «brillador» se originó después de la destrucción de La Serena en 1549.

... proviene de los fuegos que en sus altas crestas encendían los indios prófugos de la ciudad cuando al principio de la conquista mataron a su fundador Juan Bohn i a muchos de sus compañeros...

Sin embargo esta teoría no explica las razones de por qué los pocos españoles que sobrevivieron ocultos, quisieron rememorar este hecho tan puntual y trágico llamando de esta manera a dicho cerro.
La segunda teoría y la más probable desde el punto de vista arqueológico e histórico se enfoca en la explotación minera del cerro desde épocas prehispánicas. Diversos historiadores modernos, entre ellos María Luz Méndez, afirman que la denominación se originó por unos hornos de fundición indígenas llamados "Huayras".

Al norte de la ciudad de La Serena está el cerro brillador, donde los incas fundían metales, situando sus hornos de barro llamados "Guairas" en las laderas, las que brillaban al atardecer atizadas por el viento...

Ahora bien, teniendo la certeza de que estos hornos de fundición fueron utilizados en Sudamérica hasta después de la conquista española (fines del siglo XVI) y que el cerro Brillador estaba siendo trabajado intensamente por los diaguita-inka a la llegada de los españoles al valle de Coquimbo. Podemos suponer que los primeros europeos por décadas vieron en los atardeceres y noches al cerro "Brillador" con cientos de guairas en sus laderas encendidas al igual que lámparas, un espectáculo muy parecido al que se podía apreciar en zonas mineras como Potosí en la misma época, dando origen al nombre de este cerro chileno.

## Historia
Como ya se señaló anteriormente, este mineral fue explotado desde épocas prehispánicas por los diaguita-inka (véase también "Anien"). Según las investigaciones del arqueólogo Ruben Stehberg este mineral conforma un complejo minero junto a un ramal del camino del inka que se construyó en la quebrada de Santa Gracia.
En la colonia fue trabajado por los españoles, constituyéndose en una de las principales fuentes de riquezas mineras de La Serena junto al oro de Andacollo. De él se obtenía el cobre para crear diversos objetos, como utensilios de cocina e incluso cañones de guerra.
Esta fue una de las principales razones para que la corona española denegara a los vecinos la posibilidad de cambiar el asentamiento de La Serena al valle del Limarí después de la destrucción del pirata Sharp en 1680.
La Real Audiencia a esta petición replicó en 1686 lo siguiente :

Que el cabildo y regimiento de la ciudad de La Serena represente las incomodidades que se padecen en el sitio en que hoy está fundada la ciudad y las utilidades que se tendrá de trasplantarse al nuevo sitio, discurriendo entre uno y otro, minas, facilidad de todas estas labranzas, aguas y otras cosas necesarias que por la mudanza se pierda de ellas el beneficio, no pudiéndose hacer en el nuevo sitio o haciéndose con mas dificultad, como pueda ser suceda con el beneficio del cobre y otros metales, porque en este caso no permitirá Su Majestad se pierdan o se hagan con mayor dificultad pudiéndose esperar que en consideración de ellas mande a fortificar esa plaza de suerte que tenga seguridad y no se pierdan los beneficios, siendo tan importantes para este reino los del cobre...

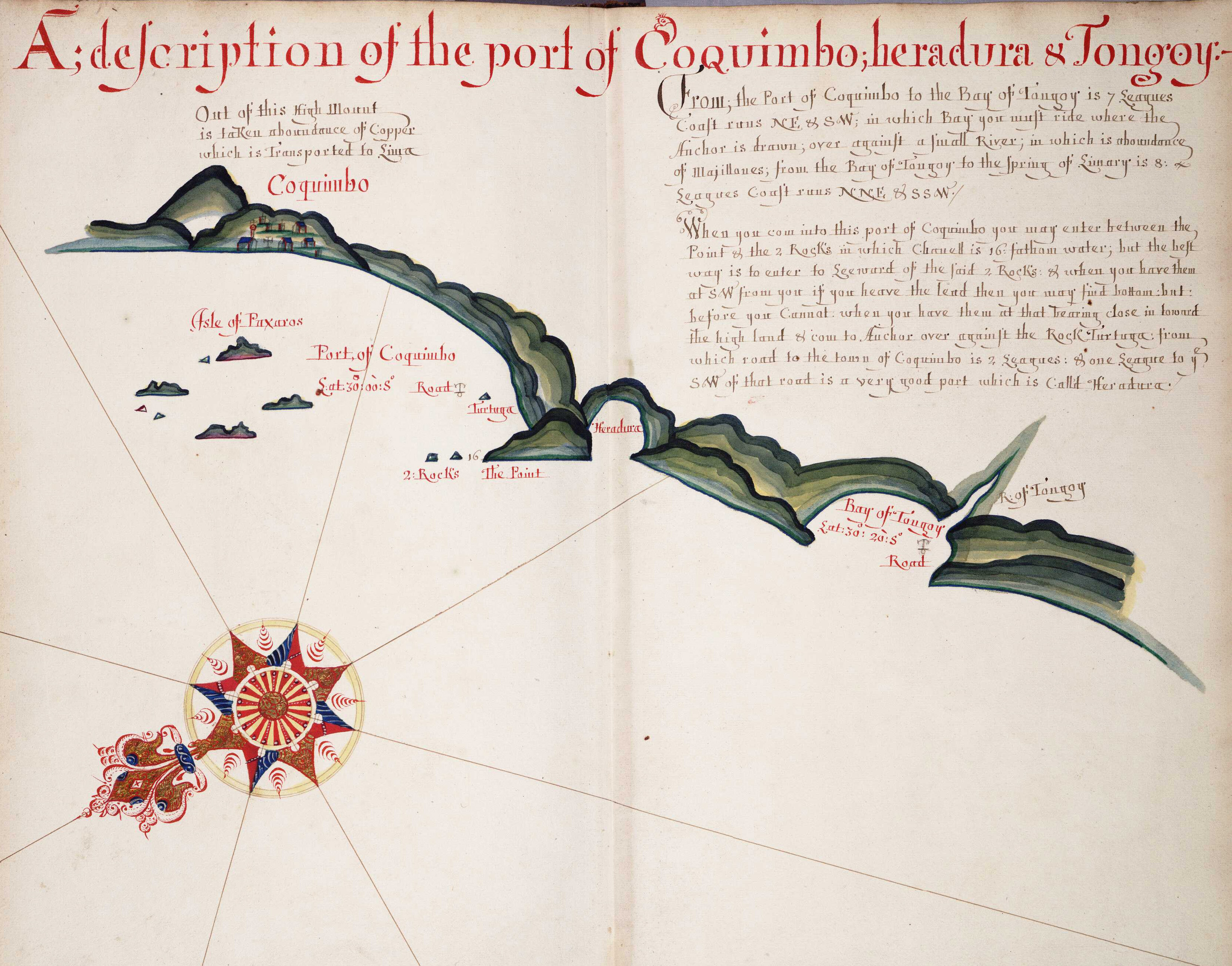
Coquimbo(La Serena) y el cerro Brillador al norte de la ciudad, William Hack (1685)

En esa misma época (1685), William Hack elaboró un bosquejo de la bahía de Coquimbo a través de los planos llevados a Inglaterra por Bartolomé Sharp a raíz de la captura del galeón español "Santo Rosario", señalando la "ciudad de Coquimbo"(La Serena)y ubicando al norte un cerro con la siguiente descripción : 

Out of this High Mount is taken aboundance of Copper which is transported to Lima...

En las afueras de este gran cerro (Brillador) es extraído cobre en abundancia el cual es transportado a Lima.

Gracias a la abundancia de cobre que entregaba la zona y específicamente este mineral, a fines del siglo XVII en La Serena se pensó crear una fundición de cañones para ser fabricados en cobre, sin embargo el proyecto nunca se llevó a cabo a pesar de las facilidades y ahorros que se hubiera favorecido el virreinato del Perú (pág 51 crónicas), el cobre siguió siendo enviado a Lima para fabricar las piezas de artillería en ese lugar. Como ejemplo de esta incongruencia, el fuerte de Amargos fue fortificado por cinco cañones con el cobre extraído en Coquimbo, pero con piezas fabricadas en el Perú (hist, Valparaíso pág 240).
En 1713, el explorador francés Amédée-François Frézier describió el "cerro Brillador" de la siguiente manera:

Las minas de cobre son también muy frecuentes en los alrededores de Coquimbo (La Serena), a tres leguas al N.E se trabaja hace muchísimo tiempo una mina que suministra utensilios de cocina a casi toda la costa de Chile y del Perú. Aunque es verdad que se usan menos de cobre que de plata o de barro, El cobre en lingotes se paga a ocho pesos quintal...

Ya en épocas republicanas Carlos Lambert en 1831 construye en los faldeos de este cerro sus primeros hornos de reverbero, probablemente en lo que posteriormente constituiría su fundición de "La Compañía".
En 1839, la familia Carmona vende las minas Bronce, Panteón y Farellón a Carlos Lambert. En 1850 la mina Brillador empleaba unos 189 trabajadores, que junto a 300 más en la fundición la transformaba en uno de los mayores centros industriales mineros, después de Tamaya.
En 1920 continuó su explotación el industrial Adolfo Floto. Hacia 1970 la mina pasa a manos de la Universidad de La Serena quien la arrienda a terceros hasta mediados de los 90, desde esta fecha el sector subterráneo es utilizado con fines académicos y el resto de la mina es explotada por la minera San Geronimo.